# Olivier Darrieux
Pour les articles homonymes, voir Darrieux.
Olivier Darrieux, né à Paris (6e) le 26 juillet 1921 et mort à Neuilly-sur-Seine le 16 décembre 1994, est un acteur français.

## Biographie
Olivier Darrieux est le frère cadet de Danielle Darrieux.

## Filmographie
- 1941 : Premier rendez-vous d'Henri Decoin - Un élève du collège
- 1943 : Le Camion blanc de Léo Joannon
- 1947 : Panique de Julien Duvivier - Étienne
- 1947 : Le Café du cadran de Jean Gehret - Achille
- 1947 : Bethsabée de Léonide Moguy - Le chauffeur
- 1947 : Ruy Blas de Pierre Billon
- 1948 : Si jeunesse savait d'André Cerf - Un bandit
- 1951 : Juliette ou la clé des songes de Marcel Carné - Un homme du village
- 1953 : Virgile de Carlo Rim
- 1954 : Le Défroqué de Léo Joannon - Edouard
- 1954 : Les Intrigantes d'Henri Decoin - Hermès
- 1955 : Razzia sur la chnouf d'Henri Decoin - Jo
- 1955 : Chantage de Guy Lefranc - Un gigolo
- 1955 : Les Nuits de Montmartre de Pierre Franchi
- 1955 : L'Affaire des poisons d'Henri Decoin : un étudiant
- 1955 : La Meilleure Part d'Yves Allégret
- 1956 : Je reviendrai à Kandara de Victor Vicas
- 1956 : Le Salaire du péché de Denys de La Patellière - Un administrateur
- 1957 : Le Feu aux poudres d'Henri Decoin - Un inspecteur
- 1957 : Retour de manivelle de Denys de La Patellière - L'inspecteur adjoint
- 1957 : L'Homme à l'imperméable de Julien Duvivier - Un inspecteur
- 1957 : Tous peuvent me tuer d'Henri Decoin - Un gardien
- 1958 : Le Septième Ciel de Raymond Bernard
- 1958 : Ascenseur pour l'échafaud de Louis Malle - Le chauffeur
- 1958 : Le Désordre et la Nuit de Gilles Grangier - Un employé du night-club
- 1958 : Un drôle de dimanche de Marc Allégret - Un copain de guerre